# 马森巴赫豪森
马森巴赫豪森是德国巴登-符腾堡州的一个市镇。总面积8.78平方公里，总人口3501人，其中男性1779人，女性1722人（2011年12月31日），人口密度399人/平方公里。